# Wasser-Lobelie
Die Wasser-Lobelie (Lobelia dortmanna) ist eine Pflanzenart, die zur Gattung der Lobelien (Lobelia) in der Familie der Glockenblumengewächse (Campanulaceae) gehört.

## Beschreibung und Ökologie

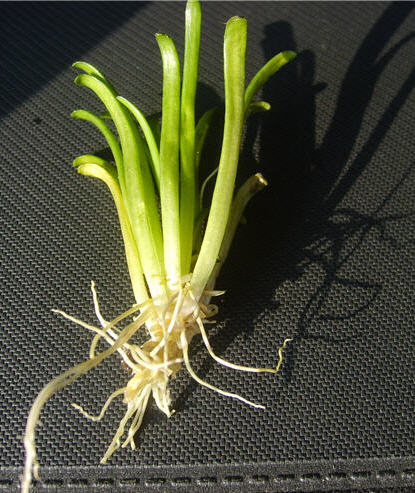
Habitus eines jungen Exemplars mit Wurzeln und Laubblättern

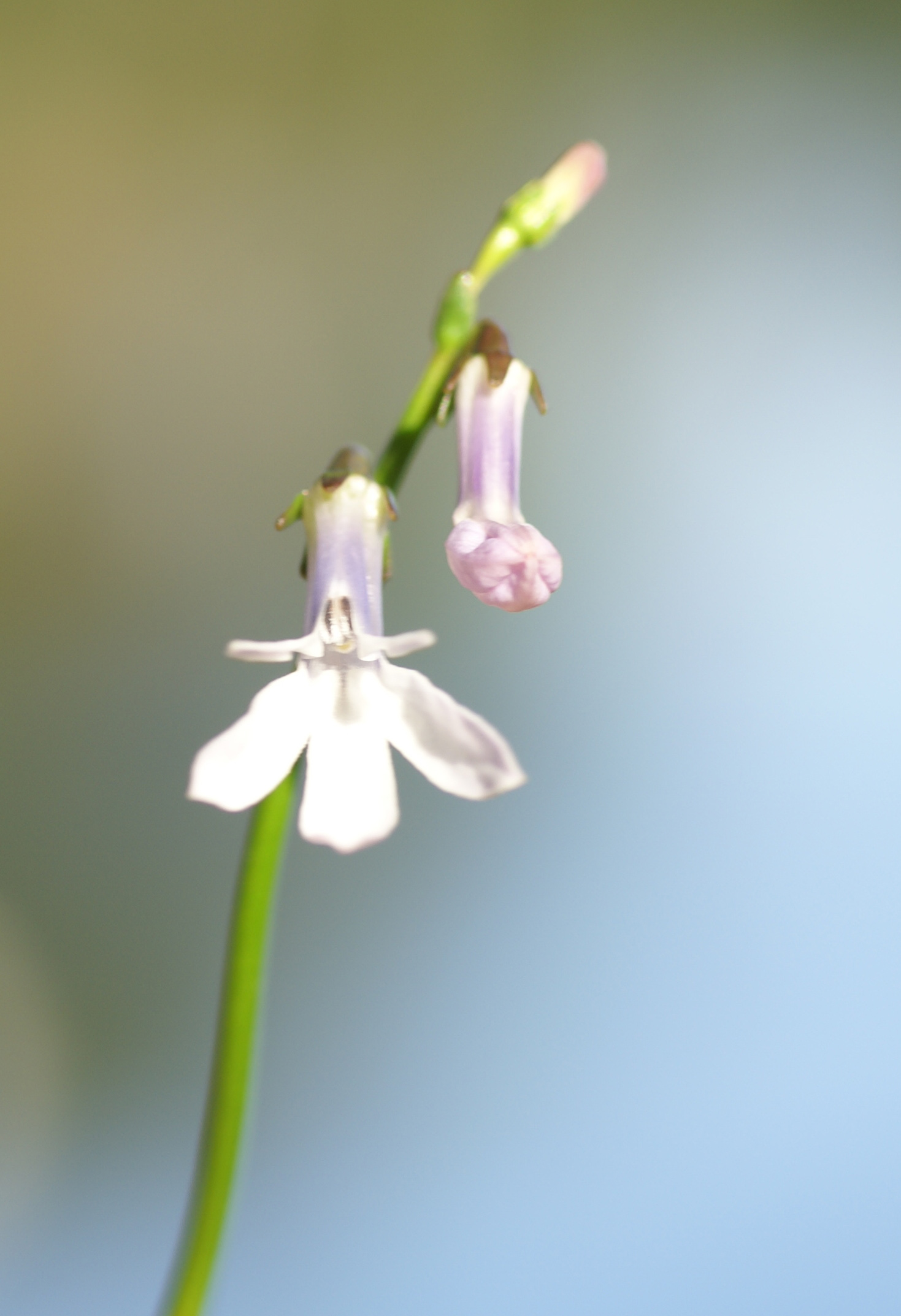
Blütenstand mit zygomorpher Blüte

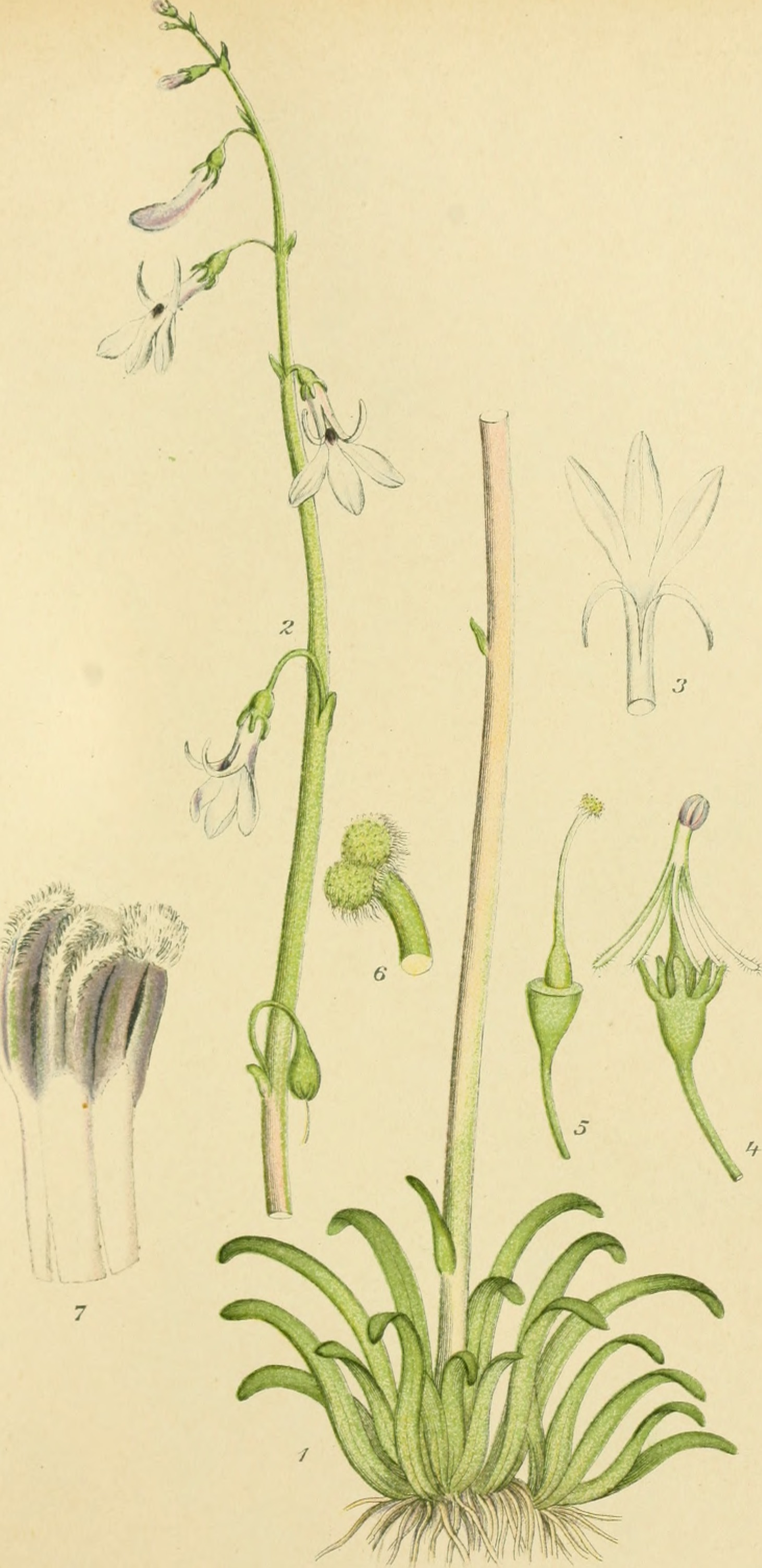
Illustration aus Billeder af Nordens flora, 1901

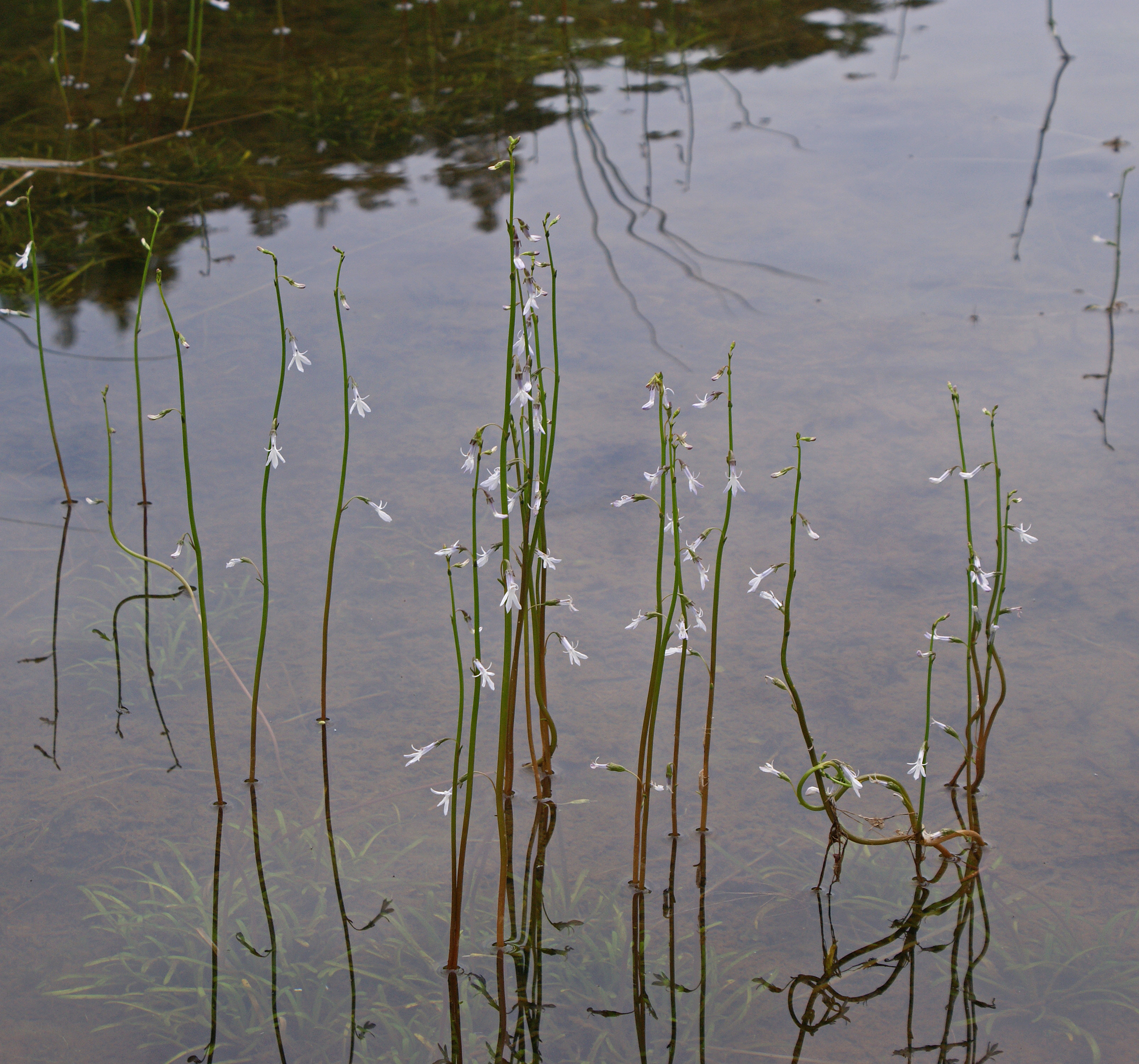
Habitus im Habitat

### Habitus und Blätter
Die Wasser-Lobelie ist eine ausdauernde krautige Pflanze, die Wuchshöhen von 40 bis 70, selten bis zu 200 Zentimetern erreicht. Bei diesem Hemikryptophyten handelt sich um eine Wasserpflanze (Hydrophyt), dessen Laubblätter untergetaucht wachsen, der Blütenstand steht aber über dem Wasserspiegel. Die Wurzeln verankern die Pflanze im Gewässergrund. Die untergetauchten, in einer grundständigen Rosette stehenden Laubblätter sind ganzrandig, linealisch, stumpf, dicklich und sind bis zu 8 Zentimeter lang. Die Blattränder biegen sich oft zusammen und so entsteht ein „röhriges Blatt“. Am hohlen, glatten Stängel stehen nur wenige wechselständige, dünne, winzige Blätter, besonders im Bereich der Blüten.

### Blütenstand, Blüten und Früchte
Der traubige Blütenstand enthält zwei bis acht, selten bis zwölf Blüten. Die zygomorphe Blüte ist bei einer Länge von 1 bis 2 Zentimetern fünfzählig mit doppelter Blütenhülle. Die fünf grünen Kelchblätter sind röhrig verwachsen. Die fünf blassblauen oder weißen Kronblätter sind röhrig verwachsen. Die im unteren Teil röhrige Krone ist zweilippig mit einer zweilappigen Oberlippe und einer dreilappigen Unterlippe. Die fünf Staubblätter sind verwachsen. Die Bestäubung erfolgt durch Insekten und es liegt Proterandrie vor. Die Blütezeit reicht in Deutschland von Juli bis August.
Die zweifächrige Kapselfrucht weist eine Länge von 5 bis 10 Millimetern und einen Durchmesser von 3 bis 5 Millimetern auf und enthält viele winzige (weniger als 1 Millimeter große) Samen.

### Chromosomenzahl
Die Chromosomenzahl beträgt 2n = 14.

## Vorkommen und Gefährdung
Die Wasser-Lobelie ist im nördlichen Nordamerika und im nordwestlichen Europa weitverbreitet. Es gibt in Nordamerika Fundorte in den kanadischen Provinzen New Brunswick, Neufundland, Nova Scotia, Ontario, Prince Edward Island, Quebec, British Columbia, Manitoba sowie Saskatchewan und in den US-Bundesstaaten Minnesota, Wisconsin, Connecticut, Maine, Massachusetts, Michigan, New Hampshire, New Jersey, New York, Pennsylvania, Rhode Island, Vermont, Oregon, Washington sowie Maryland. In Europa kommt sie auf den Färöer-Inseln, im Vereinigten Königreich, in den Niederlanden, in Irland, Dänemark, Finnland, Norwegen, Schweden, Frankreich, Belgien, Deutschland, Polen, Estland, Lettland und im nordwestlichen Russland vor.
Die Wasser-Lobelie wächst in mäßig sauren (pH-Wert 4,4–6,5), nährstoffarmen, stehenden Gewässern. Sie besiedelt flache Ufer in Tiefen bis zu 30 Zentimetern. An ihren Standorten kommt dieser Hemikryptophyt zumeist in individuenreichen Beständen vor. Sie ist eine Halblichtpflanze, ein Mäßigwärme- und Wechselwasserzeiger. Lobelia dortmanna gilt als Assoziationscharakterart des Isoeto-Lobelietum aus dem Verband Lobelion. Linné, der Erstbeschreiber der Art, berichtete 1753, sie wachse "in Europae frigidissimae lacubus et ripis" ("in Seen und Ufern des kältesten Europas").
Diese Pflanzenart hat im 20. Jahrhundert zahlreiche früher bekannte Standorte durch Wasserbaumaßnahmen verloren. Sie gehört in Deutschland zu den vom Aussterben bedrohten Arten und ist nach der Bundesartenschutzverordnung (BArtSchV) streng geschützt. Laut der aktuellen Roten Liste in Nordrhein-Westfalen (Stand: 2020) sind die verbliebenen Vorkommen im Naturschutzgebiet Heiliges Meer – Heupen und in der Senne erloschen. Die Art ist somit in ganz Nordrhein-Westfalen ausgestorben.

## Taxonomie und botanische Geschichte
Diese Pflanzenart wurde anscheinend durch den Apotheker Dortmann von Groningen in den Niederlanden entdeckt. Er sandte die Pflanzenexemplare etwa im Jahr 1600 an Carolus Clusius, der der Pflanze den Namen Gladiolus stagnalis dortmanni gab. Olof Rudbeck der Ältere und sein Sohn Olof Rudbeck der Jüngere benannten sie in ihrem Werk Campi Elysii liber secundus, Upsala 1701 als Dortmanna lacustris. Dieses Werk ist wegen des großen Brandes in Uppsala am 16. Mai 1702 nie vollständig erschienen. Carl von Linné, der ein Schüler von Olof Rudbeck dem Jüngeren war, übernahm den Gattungsnamen und verewigte ihn durch den Namen Lobelia Dortmanna 1753 in Band 2 Seite 929 von Species Plantarum. Der Lectotypus (LINN-1051.1) wurde 1936 durch McVaugh in Rhodora, Band 38, S. 358 festgelegt.

## Inhaltsstoffe
Die Wasser-Lobelie enthält möglicherweise das giftige Alkaloid Lobelin.